# Diaea mollis
Diaea mollis är en spindelart som beskrevs av Ludwig Carl Christian Koch 1875. Diaea mollis ingår i släktet Diaea och familjen krabbspindlar.
Artens utbredningsområde är Queensland. Inga underarter finns listade i Catalogue of Life.